# Pomník obětem 1. a 2. světové války (Březhrad)
 Pomník obětem 1. a 2. světové války v Březhradě je pomník, který byl původně odhalen v roce 1920 na paměť místních padlých vojínů a po 2. světové válce byl rozšířen o oběti německé okupace.

## Popis památníku
Pískovcová stéla s postavou postaršího vousatého rakouského vojína, který drží v levé ruce pušku a druhou rukou hladí děvčátko, jež se s ním loučí. Na pomníku se nachází tyto nápisy: 

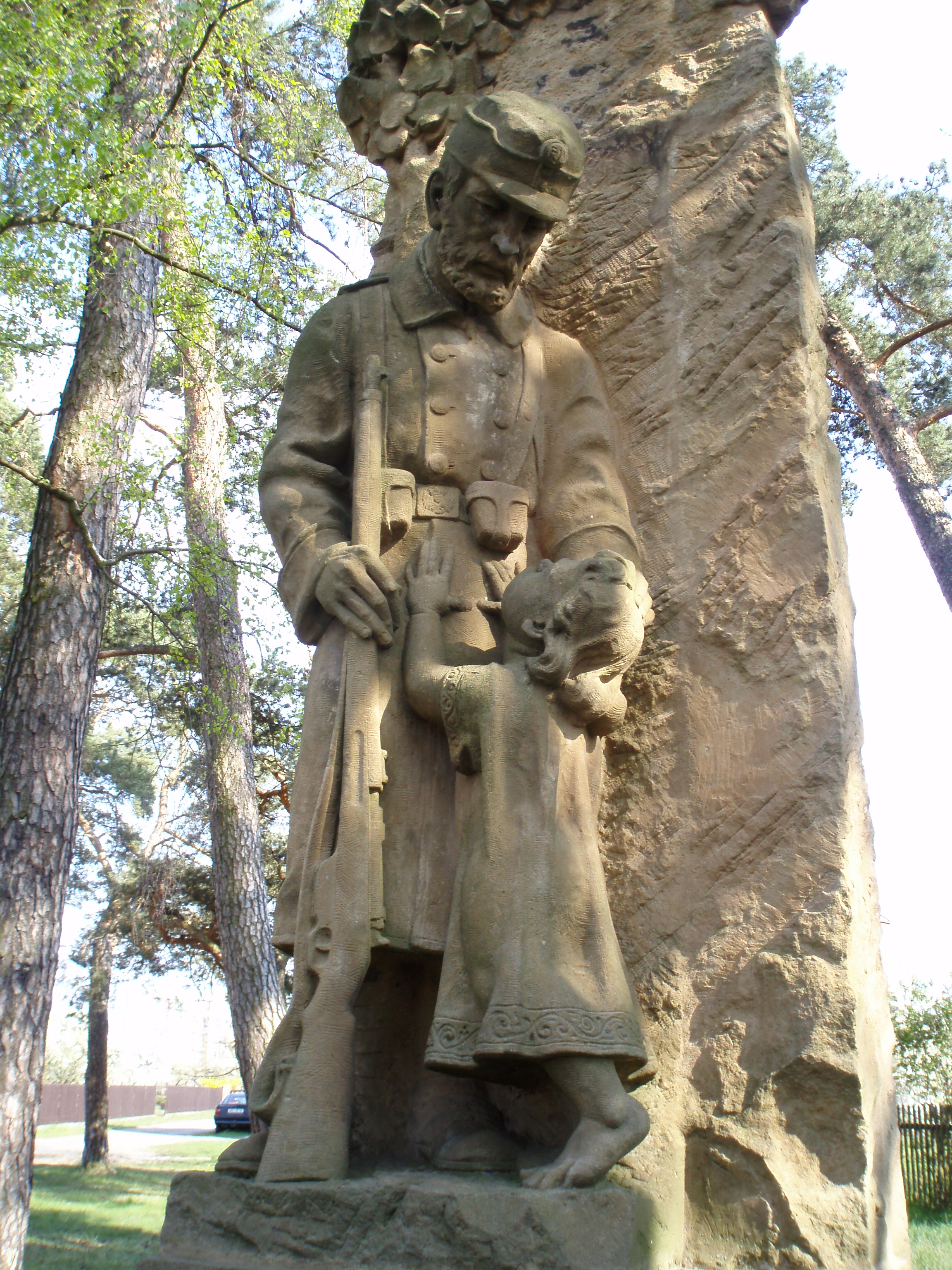
Detail sochy vojína

„PAMÁTCE PADLÝCH SPOLUOBČANŮ VĚNUJE OBEC. 1920 JOSEF JAROŠ 25.5.1894-1918 OLDŘICH PEČÍNKA 1896-1916 JOSEF PEŠEK 1873-1915 VÁCLAV BALCAR 9.11.1884-1918 VÁCLAV HAMPL 1880-1914 ALOIS PECEM 1883-1915 FRANT. PRUDKÝ 1880-1916 KAREL LÁN 1885-1916 VÁCLAV POLDA 1885-1916 JOSEF PLESKOT 1883-1917 FRANT. RUDA 1877-1918 FRANT. SOUČEK 1897-1918 FRANT. BEZVODA 1884-1918 ANT. FIEDLER 1894-1914 MY DALI ŽIVOT, VY DEJTE LÁSKU VLÁSTI! SČM. MIR. MIHULKA, 1.VI.1921-9.V.1945 FRANT. LÁN, 28.II.1920-4.II.1943 K. HILSE, POUCHOV“.

## Historie
O vzniku tohoto pomníku se poprvé jednalo na zasedání obecního zastupitelstva 23. února 1920. Práce byla nakonec zadána Karlu Hilsemu, kameníkovi z Pouchova, a to s postavením bez základu za 6 000 Kč. Problém však byl s vhodným umístěním. Nakonec přišel zdejší řídící učitel s nápadem, aby byl pomník vztyčen před školní budovou, což bylo nakonec odsouhlaseno. Postaven zde byl v polovině května 1920. Slavnostní odhalení se uskutečnilo 31. května téhož roku, přičemž veřejnosti byl předán přímo předsedou komitétu Viktorem Hamplem. Slavnostní řeč měl zdejší učitel Stanislav Hakl. Po zakončení slavnosti se uskutečnilo v lesíku za školou veřejné cvičení, které bylo pořádáno místní Dělnickou tělocvičnou jednotou a účastnili se ho také žáci zdejší školy.
Dodatečně byla později přitesána dvě jména obětí nacistické okupace a následně za komunistické éry odstraněn portrét prezidenta T. G. Masaryka. Roku 1962 byl pomník přemístěn od staré školy čp. 38 do Borečku u Hrochových (uvádí se i rok 1964, který zmiňuje např. Zpravodaj Městského národního výboru v Hradci Králové č. 2/1978) a v roce 2004 zrestaurován.